# Roadrunner (Hurriganes-Album)

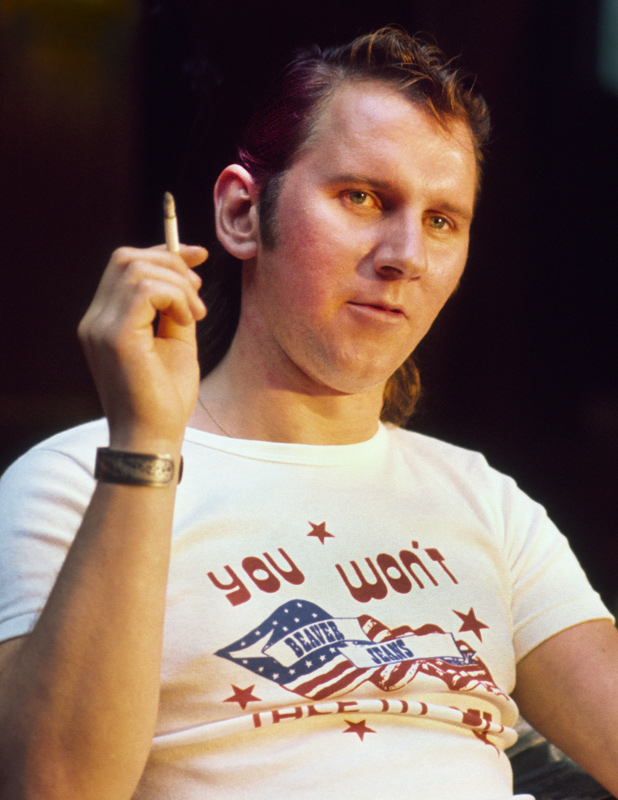
Der Bassist des Albums, Cisse Häkkinen, in den 1970er-Jahren.

Roadrunner war das zweite Album der finnischen Rockband Hurriganes. Es gilt als das bedeutendste Album der finnischen Rockmusik.
Das Album wurde in Schweden aufgenommen. Es war auch das erste Album der Hurriganes, das in Schweden veröffentlicht wurde. Auf dem Albumcover sitzen die Bandmitglieder auf dem Rücksitz eines Cadillac. Es wurde mehrfach als bestes finnisches Albumcover gewählt.
Roadrunner erreichte 1974 Platz 1 der finnischen Charts. Mit mehr als 170.000 verkauften Platten ist es bis heute eines der meistverkauften Alben Finnlands.

## Titelliste
Seite 1
| Nr | Lied                 | Autor                            | Leadgesang     | Länge |
| -- | -------------------- | -------------------------------- | -------------- | ----- |
| 01 | It Ain’t What You Do | Hurriganes                       | Remu Aaltonen  | 2:56  |
| 02 | Hey Groupie          | Hurriganes                       | Remu Aaltonen  | 2:29  |
| 03 | Tallahassee Lassie   | Frank Slay, Bob Crewe            | Remu Aaltonen  | 2:15  |
| 04 | The Phone Rang       | Mister X (Richard Stanley)       | Cisse Häkkinen | 1:35  |
| 05 | I Will Stay          | Jørgen Lundgren, Torben Lundgren | Cisse Häkkinen | 2:38  |
| 06 | Get On               | Hurriganes                       | Remu Aaltonen  | 3:43  |

Seite 2
| Nr | Lied                 | Autor                 | Leadgesang                     | Länge |
| -- | -------------------- | --------------------- | ------------------------------ | ----- |
| 07 | In the Nude          | Joe Garland           | instrumental                   | 2:34  |
| 08 | Mister X             | Hurriganes & Mister X | Richard Stanley                | 3:59  |
| 09 | Slippin’ and Slidin’ | Little Richard        | Remu Aaltonen                  | 2:35  |
| 10 | Oowee–Oohla          | Hurriganes            | Remu Aaltonen & Cisse Häkkinen | 2:27  |
| 11 | Roadrunner           | Bo Diddley            | Remu Aaltonen                  | 4:16  |